# Karena
Karena war der Markenname einer Limonade in der DDR.
Der Name ist ein Akronym und steht für Kalorienreduziert naturtrüb.
Das Getränk war abgefüllt in den üblichen Mehrweg-Pfandflaschen und hatte ein hellblaues Etikett mit orange-gelbem Schriftzug.
Siehe auch: DDR-Produkte